# Камень
Ка́мень, приро́дный ка́мень (др.-рус. и ст.‑слав. камы, камень, каминь) — твёрдая неметаллическая горная порода, или её кусок.

## Камни в строительстве
Самые распространённые виды минералов и горных пород в виде строительных и отделочных камней:
- Гранит — природный камень магматического происхождения, который состоит из кварца, плагиоклаза, калиевого полевого шпата и слюд. Цветовая гамма: серый, красный, бордово-красный, красно-розовый, розовый, коричнево-красный, серо-зелёный, черно-зелёный с крупными светлыми вкраплениями. Одна из самых плотных, твёрдых и прочных пород. Используется в строительстве в качестве облицовочного материала.
- Известняк и доломит — природный камень осадочного происхождения, белого цвета, известняк состоит из карбоната кальция (кальцита), химический состав доломита — CaCO3•MgCO3.
- Мрамор — метаморфическая горная порода, образованная перекристаллизацией известняков, доломитов, мергелей и некоторых других осадочных пород[2]. легко поддаётся обработке, в том числе полировке, поэтому применяется для изготовления художественных изделий и для отделочных работ в строительстве. Из-за слабой устойчивости нежелательно применение мрамора там, где он будет подвергаться механическим или химическим (например атмосферным) воздействиям.
- Песчаник — природный камень осадочного происхождения, состоящий в основном из частиц кварца. Цветовая гамма: жёлтые, жёлто-коричневые, серые, серо-зелёные природные оттенки.
- Кварцит — природный камень, который относится к метаморфическим горным породам, состоящим в основном из кварца и слюды. Цветовая гамма: серо-зелёные и жёлто-коричневые природные оттенки, с серебристыми вкраплениями слюды.
- Кварцито-песчаник — натуральный камень, монолит осадочного происхождения, породообразующим минералом которого является кварц. Цветовая гамма: жёлтые, бежевые, серые природные оттенки с ярко выраженным рисунком.
- Сланец — обобщённое название различных горных пород с параллельной слоистостью и способностью расщепляться на отдельные пластины; природный камень темно-зелёного, серого, коричневого, жёлтого, красного и др. оттенков.
- Порфир — природный камень, который относится к мелкокристаллической магматической горной породе с крупными включениями кристаллов кварца. Цветовая гамма: тёмно-красные, коричневые природные оттенки, с чёрными вкраплениями.
- Оникс является декоративно-поделочным камнем. У этого камня необычная расцветка, красивые и тонкие полоски придают ему необычную красоту.

Природный камень является одним из древнейших материалов, используемых людьми для строительства домов, мостов или облицовки фасадов. Благодаря красоте, прочности и долговечности природный камень может стать украшением дворцов, храмов, усадеб или обычных домов.
В современном строительстве чаще всего натуральные камни используют при внешней и внутренней облицовке зданий. Для внутренней облицовки используют специальные мраморные или гранитные обои. Сочетание мозаичных рисунков и узорчатых структур придают внешнему виду красоту и богатство. Природный камень износостоек, морозоустойчив и почти не впитывает влагу.

## Священные камни
Различные народы почитали камни или пользовались ими как орудиями духовного воздействия, как средоточием энергии, особой силы, призванной защитить их самих или их мертвецов.